# マックス (ディズニーキャラクター)
マキシミリアン・"マックス"・グーフ（Maximilian "Max" Goof）は、ディズニーキャラクターであるグーフィーの息子として登場する擬人化した犬のアニメキャラクター。グーフィー・ジュニアとしての初登場は1951年公開の短編映画『グーフィーのお父さん』だが、マックス・グーフとしての初登場は1992年のテレビシリーズ『パパはグーフィー』である。その後、スピンオフ映画『グーフィー・ムービー ホリデーは最高!!』（1995年）ではティーンエイジャーとして登場し、続編であるオリジナルビデオ『史上最強のグーフィー・ムービー／Ｘゲームで大パニック！』（2000年）や2001年のテレビシリーズ『ハウス・オブ・マウス』では駐車係として登場した。また、ビデオ作品『ミッキーのクリスマスの贈りもの』（1999年）では幼少期の姿が描かれ、続編の『ポップアップ ミッキー/すてきなクリスマス』（2004年）では青年期の姿で登場している。
マックスはビデオゲームにも登場しており、スーパーファミコン用ゲーム『Goof Troop』（1993年）、PlayStation 2用ゲーム『Disney Golf』（2002年）、PC用ゲーム『Disney's Extremely Goofy Skateboarding』（2001年）などでプレイヤーキャラクターとして登場している。

## 起源
グーフィーの息子が初めて登場したのは、1951年公開の短編映画『グーフィーのお父さん』である。この作品ではグーフィー・ジュニアまたは単に「ジュニア」と呼ばれていた。その後、『グーフィーのライオン狩り』（1952年）、『グーフィーのノイローゼ』（1953年、作中で一度だけ息子を「ジョージ」と呼ぶ場面がある）などの短編作品にも登場した。これらの初期の作品では、グーフィーには妻がいる設定で描かれていたが、名前も顔も明らかにされなかった。
1992年のテレビシリーズ『パパはグーフィー』が制作される際、グーフィー・ジュニアはマックス・グーフとして登場し、グーフィーの妻の存在は設定から外された。その後、ディズニーのゲストサービスFAQでは、彼の母親に関する詳細について「画面上で明確にされていないため、公式な答えは存在しない」と述べられている。

## 概要
マックスは、親友のPJやヒューイ、デューイ、ルーイを除き、ディズニーキャラクターの中で数少ない年齢が進むにつれて成長するキャラクターの一人である。『パパはグーフィー』では11歳半の少年として描かれ、『グーフィーとマックス／ホリデーは最高!!』では高校生として登場。その後、『史上最強のグーフィー・ムービー／Ｘゲームで大パニック！』では高校卒業後に大学に進学する姿が描かれる。『ハウス・オブ・マウス』ではティーンエイジャーのままだが、駐車係として働ける年齢に達している。『ミッキーのクリスマスの贈りもの』では、『パパはグーフィー』よりも幼い姿で登場し、『ポップアップ ミッキー/すてきなクリスマス』では若い大人として、ホリデーシーズンに帰省する様子が描かれる。
マックスは時々自分の父親に似た行動を取ることを嫌がっているが、父親譲りの仕草（グーフィーの特徴的な笑い声を含む）や、不器用さが見られることがある。ただし、『史上最強のグーフィー・ムービー／Ｘゲームで大パニック！』の大学Xゲームの競技中には、不器用さはほとんど見られない。一方で、マックス自身は父親よりも「クール」であると感じており、グーフィーほど純朴で謙虚ではない。むしろ、何かで成功すると目立ちたがり屋になることもある。グーフィーは相変わらず不器用だが、良い父親であろうと努力しており、マックスに対して個人の責任を取るよう説得する場面も描かれている。例として、グーフィーが「決して諦めない態度」で知られるFBI捜査官のエリオット・グーフ（エリオット・ネスのパロディ）について語るエピソードがある。『パパはグーフィー』では、マックスがピートの儲け話に一時的に乗せられる場面があるが、最終的には正しい道に戻ることが多い。性格的には、PJは時折グーフィーに似ているのに対し、マックスはピートに似ていると言える。ただし、マックスは父親のことを愛しており、もう少し「普通」だったらいいのにと思う場面があるものの、二人の絆は深い。
『パパはグーフィー』では、マックスの声はダナ・ヒルが担当している。一方、『ミッキーのクリスマスの贈りもの』の幼少期のマックスはショーン・フレミングが、『グーフィーとマックス／ホリデーは最高!!』以降の成長したマックスはジェイソン・マースデンが演じている。また、『パパはグーフィー』ではマックスの親戚が一部登場する。例として、エピソード「リーダー・オブ・ザ・パック」では年上のいとこのデビーが、「ハロウィーニーズ」では父親の「高祖父」であるグーフェラマス・T・グーフが登場する。「コーリング・オール・グーフス」では「高祖父」としてグーフェラマス・G・グーフが登場し、同エピソード内の家族再会の場面では、グーフィーの叔母グーフィリア、曾叔父のパットンレザー・グーフ（ジョージ・S・パットン将軍のパロディ）、従兄弟で科学者のヴェルナー・フォン・グーフ（ヴェルナー・フォン・ブラウンのパロディ）、画家の叔父M.アンジェロ・グーフ（ミケランジェロのパロディ）も紹介される。その他、父親の「高祖叔父」にあたる狂気の科学者フランケングーフ博士や、「膝ガクガクのグーフィー卿」こと「グーフィン・フッド」（ロビン・フッドのパロディ）、「大大大叔父」のシャーロック・グーフ（シャーロック・ホームズのパロディ）、「大大叔父」のモパロング・グーフ（ホパロング・キャシディのパロディ）、先史時代の先祖である洞窟人グーフなどが登場する。『パパはグーフィー』のあるエピソードでは、マックスが幼少期に『白雪姫』の魔女を怖がっていたことも明かされている。
マックスは人生の中で少なくとも2人の女性と恋愛関係を持ったことがある。『グーフィーとマックス／ホリデーは最高!!』では学校の人気者ロクサーヌに好意を抱き、映画の最後では付き合い始めるが、続編ではシングルとなり、大学で複数の女性に興味を示している。しかし、『ハウス・オブ・マウス』のエピソードでは再びロクサーヌとデートしている姿が描かれている。『ポップアップ ミッキー/すてきなクリスマス』ではモナという新たな女性が登場し、マックスは彼女を父親に紹介しようとするが、父親の行動に戸惑いながらも彼女に良い印象を与えようとする。ロクサーヌとモナの声はどちらもケリー・マーティンが担当しているが、『ハウス・オブ・マウス』のエピソードではロクサーヌの声をグレイ・デリスルが演じている。
マックスはスケートボードが好きで、『パパはグーフィー』の「不良少年をやっつけろ」や「パパは世界一」、『グーフィーとマックス／ホリデーは最高!!』、『史上最強のグーフィー・ムービー／Ｘゲームで大パニック！』などでその姿が描かれている。

## 登場

### パパはグーフィー
『パパはグーフィー』では、マックスはグーフィー・グーフと故ミセス・グーフの息子として描かれている。1981年生まれで、1992年時点では11歳と設定されている。同じ年に、マックスは父親と共にスプーナービルという町に引っ越し、それ以来そこで生活している。マックスは活動的で親切、観察力があり、友好的な性格を持ち、ピートの息子であるPJとは親友である。彼らは同じミドルスクールの同級生として描かれている。
マックスは全ての登場作品で父親を愛しているが、もう少し「普通」であってほしいと願っており、自分が父親と似ている部分を受け入れ難いと感じている。彼の服装は、紫色のゆったりとしたズボン（両脚に対角線状の黄色いストライプが一本ずつ入っている）、白い手袋、黄色と緑のスニーカー、赤いシャツという特徴的なスタイルである。
『パパはグーフィー』の第1話は、マックスがキャラクターとして初めて「グーフィー・ジュニア」ではなく「マックス」として紹介されたエピソードである。

### グーフィーとマックス／ホリデーは最高!!
1995年の映画『グーフィーとマックス／ホリデーは最高!!』では、マックスは14歳の高校生として登場し、学年末を迎えて夏休みに入る直前が描かれている。この作品では、マックスは父親グーフィーのふざけた行動を恥ずかしく感じるようになり、同時に同級生からもオタクや「間抜け」として見られている。このイメージを変えようと、学校の集会で校長のスピーチを妨害し、ロックスター「パワーライン」になりきって彼のヒット曲「Stand Out」に合わせて踊り、全校生徒の前でパフォーマンスを行う。また、マックスは片思いの相手であるロクサーヌの関心を引こうとするが、彼女が自分を見向きもしないと思い込んでおり、父親から受け継いだ特徴的な笑い声（「アヒャック」）も彼女に嫌われていると考えている。結果として、マックスは集会の妨害で拘留されるが、生徒たちの注目を集め、ロクサーヌの好意を得ることに成功する。ロクサーヌは照れながらも喜び、次の土曜日に行われるパーティーに一緒に行くことを約束する。
しかし、校長はマックスの行動についてグーフィーに報告。息子が非行に走ることを恐れたグーフィーは、「父と息子の絆を深めるため」と称して、マックスを釣り旅行に連れて行くことを決める。この決定にマックスは不満を抱く。旅行に出発する前、マックスはロクサーヌの家を訪れ、パーティーに行けなくなった理由を説明しようとするが、「父と一緒にロサンゼルスで開催されるパワーラインのコンサートを見に行き、最後の曲で彼と一緒にステージに立つ」という嘘をついてしまう。マックスはこの嘘に罪悪感を抱えたまま旅行に出発し、一方でグーフィーは息子との絆を深めようと試みるが、その方法が逆効果となり、マックスをさらに遠ざけることになる。しかし、グーフィーがマックスに旅行のナビゲーター役を任せると、旅は順調になり、マックスは自分で寄り道先を選べるようになる。
その裏で、マックスは地図のルートを密かに変更し、目的地をロサンゼルスに設定していた。このことを知ったグーフィーは怒り、二人は衝突するが、お互いに溜め込んでいた感情をぶつけ合ったことで和解に至る。マックスは父親に、ロクサーヌに対する自分の気持ちや嘘を打ち明け、グーフィーは息子の人生に関わり続けたいという気持ちを伝える。グーフィーは、マックスが成長しても自分の息子であることには変わりないと語り、マックスも自分たちが一緒にいるべき理由を認める。二人はついにパワーラインのコンサート会場に到着し、偶然にもステージに登場することになる。
映画の最後、家に帰ったマックスはロクサーヌに自分の嘘を告白し、彼女に好かれたかっただけだと伝える。ロクサーヌは逆に、マックスのことは最初から好きだったと打ち明け、マックスが恥じていた特徴的な笑い声が実は彼女が好意を持つきっかけだったと明かす。その直後、旅の中でダメージを受けたグーフィーの車が突然爆発し、グーフィーがロクサーヌの家のポーチの屋根を突き破って落ちてくる。マックスはロクサーヌに父親を紹介して物語が締めくくられる。

### 史上最強のグーフィー・ムービー／Ｘゲームで大パニック！
2000年に発売された『グーフィーとマックス／ホリデーは最高!!』の続編『史上最強のグーフィー・ムービー／Ｘゲームで大パニック！』では、マックスは高校を卒業し、親友のPJとボビー・ジマルスキーと共に大学生活を始める。マックスは新しい人生をスタートさせ、大学の「Xゲームズ」に参加し、最終的に2004年、23歳で卒業することを目指している。大学に到着したマックスたちは、Xゲームズで5連覇を果たしているガンマ・ミュー・ミューのメンバーと出会う。しかし、ガンマはマックスだけを仲間に誘い、PJとボビーを誘わなかったため、マックスはリーダーのブラッドリー・アッパークラスト3世に賭けを申し出る。賭けの内容は、Xゲームズで敗れた方が勝者のタオル係になるというものだった。
一方、グーフィーは仕事中の「空の巣症候群」によるミスが原因で解雇され、再就職には学位が必要だと言われる。結果的に、マックスと同じ大学に入学することになり、父親から離れたいと考えていたマックスを困惑させる。マックスは父親を気を逸らすため、大学の図書館司書であるシルヴィア・マーポルを紹介し、二人はお互いに恋愛感情を抱くようになる。一方でマックスはその間にスケートボードの練習を続ける。グーフィーがシルヴィアとのデートが決まったことを伝えようと急いでマックスの元に向かうが、結果的に練習の邪魔をしてしまい、それを見たブラッドリーがグーフィーのスケート技術を誤解して、ガンマのメンバーとして誘う。マックスは父親がさらに練習から遠ざかることを期待し、加入を勧める。
その後、グーフィーが予選でマックスを打ち負かす（ブラッドリーの不正行為による）と、マックスは激怒し、「自分の人生を持て」と言って父親を突き放し、二人の関係はさらに悪化する。グーフィーはその後、ガンマがXゲームズで不正を行う計画を立てているのを耳にし、息子に警告しようとするが、マックスは信じようとせず、父親が自分の生活から離れることを望み続ける。しかし、Xゲームズの最終ラウンドでガンマの不正が明らかになると、マックスは父親の言葉が正しかったことに気づく。そして父親を拒絶し、警告を聞かなかったことを後悔したマックスは、負傷したPJの代わりにグーフィーに参加を依頼し、グーフィーもそれを快く受け入れる。
最終ラウンドでは、ブラッドリーがマックスのスケートボードに仕掛けたロケットを作動させたことで爆発が起き、ガンマのメンバーであるタンクが炎の中に閉じ込められる。マックスはフィニッシュラインに直行する代わりに、グーフィーの助けを借りてタンクを救出。その後、ギリギリでブラッドリーに勝利してゴールする。
グーフィーは1年後の2001年に卒業し、その時点でマックスは20歳となっている。卒業式で二人は和解し、マックスは父親にXゲームズの優勝トロフィーを謝罪の印として贈る。グーフィーは「空の巣症候群」を克服し、マックスに大学生活を任せて、シルヴィアとの新たなデートに向かう。

### ハウス・オブ・マウス
テレビシリーズ『ハウス・オブ・マウス』では、マックスはティーンエイジャーのままだが、『グーフィーとマックス／ホリデーは最高!!』よりも明らかに成長している。彼はクラブの駐車係として働き、登場キャラクターの中では比較的冷静で落ち着いた性格として描かれている。ただし、彼の役割は他の従業員に比べて重要度が低いため、補助的なキャラクターとして描かれることが多い。とはいえ、彼やグーフィーに焦点を当てたエピソードでは、彼の不安や個人的な欠点が意図的に描かれる。
エピソード「デートが台なし」では、マックスは仕事を休み、ロクサーヌと『ハウス・オブ・マウス』でデートをする。ディズニーの主要キャラクター（ミッキー、ミニー、ドナルド、デイジー）は、グーフィーが二人のデートに割り込んでマックスを恥ずかしがらせないように努力するが、最終的には彼ら自身がマックスを困惑させてしまう。最終的にグーフィーが介入し、マックスとロクサーヌが二人きりで過ごせるよう手助けをする。
また、マックスは『ミッキーの悪いやつには負けないぞ!』にカメオ出演しており、悪役たちが『ハウス・オブ・マウス』に入場するシーンで登場している。

### ミッキーのクリスマスの贈りもの
ビデオ作品『ミッキーのクリスマスの贈りもの』のセルアニメ映画に収録されているエピソード「グーフィーとマックスのサンタを探せ!」では、マックスは父親のグーフィーと一緒に郵便トラックを追いかけてショッピングモールまで自転車で向かい、サンタ宛ての手紙を郵送しようとする。しかし、隣人のピートがマックスに「サンタなんて存在しない」と言ったことで、グーフィーはサンタが実在することを証明しようとあらゆる手を尽くす。夜通し待ち続けてもサンタは現れず、グーフィーは失望してしまうが、最終的にはマックスが父親を励まそうとする。物語の終盤、ついにサンタが現れ、グーフィーとマックスは歓喜と驚きで満たされる。
この作品ではマックスは幼い少年として描かれており、具体的な年齢は明らかにされていない。しかし、グーフィーとマックスがこの時点でピートと隣人同士であることから、「グーフィーとマックスのサンタを探せ!」の物語は『パパはグーフィー』の時期中、またはその後であると推測される。

### ポップアップ ミッキー/すてきなクリスマス
ビデオ作品『ポップアップ ミッキー/すてきなクリスマス』（『ミッキーのクリスマスの贈りもの』の続編）では、マックスの最新のディズニーメディア出演が描かれている。エピソード「マックス一家のクリスマス」では、マックスは若い大人に成長している。彼は恋人にしたいと考えている女性、モナをクリスマスに父親グーフィーに紹介するため家に連れてくる。グーフィーは駅までマックスとモナを迎えに行き、自宅に戻ると、マックスの赤ちゃんの頃の写真をモナに見せるなど、父親としての愛情で知らず知らずのうちにマックスを困惑させてしまう。最終的に、モナはグーフィーのユニークな性格を魅力的だと感じ、マックスも恥ずかしさを忘れて楽しい時間を共に過ごす。
マックスはその後、映画の最後のエピソード「プルートはどこへ？」にも登場する。このエピソードでは、父親グーフィーや他のキャラクターたちと共に除雪車で街を回り、家出したプルートを探す。プルートが戻った後、全員でミッキーの家に集まり、クリスマスを祝う。マックスも含め、みんなでクリスマスツリーの星飾りを載せるミッキーとプルートに拍手を送り、「We Wish You a Merry Christmas」と「Deck the Halls」の短いメドレーを歌ってスペシャルを締めくくる。
エンドクレジットでは、ポップアップブック形式でマックスとモナが近づいて（キスをしようとしているように見える）場面が描かれるが、グーフィーが二人を覆うように「マックス一家のクリスマス」セグメントのクレジットが表示された写真フレームを差し出す。また、「プルートはどこへ？」の最後のシーンで描かれた、グーフィーとマックスが一緒にクリスマスキャロルの本を持っているイメージが、エンドクレジットの最後に再び登場する。これが、次の16年間でディズニーアニメにおけるマックスの最後の登場となった。

### その他の登場
2017年の『ダックテイルズ』シリーズでは、エピソード「クワック・パック」でグーフィーが「マックス」を名前で言及している。作中でグーフィーは財布の中にある写真を見せ、その中にはマックスとPJが写ったもの、マックスとロクサーヌが一緒に写ったものが含まれている。
2022年の映画『チップとデールの大作戦 レスキュー・レンジャーズ』では、エンドクレジットシーンに『パパはグーフィー』時代の姿でカメオ出演している。
また、ディズニー・チャンネルの40周年を記念したプロモーション動画では、ちびキャラ化されたマックスがスケートボードに乗りながら登場し、グリーン家からミルクのバケツを奪って飲んだ後、それをケーキの材料に投げ込むというシーンが描かれている。
マックス・グーフは、モバイルゲーム『Disney Heroes Battle Mode』のアイドルRPGでプレイ可能なキャラクターとしても登場している。

## ディズニーパークでの登場
ウォルト・ディズニー・ワールドでは、マックスはグリーティングキャラクターとして登場し、パレード「Move It! Shake It! Mousekedance It!」にも出演している。また、マジック・キングダムのショー「Mickeys Magical TV World」では、グーフィーと共に出演していた。
東京ディズニーランドでは、季節ごとのパレードでグーフィーと一緒にフロートに乗って登場することがある。また、パークの入口付近でグリーティングキャラクターとして登場することもある。

## 声優

### 原語版
短編映画では、1951年から1952年にかけてグーフィー・ジュニアの声をボビー・ドリスコールが担当し、1953年公開の短編映画『グーフィーのノイローゼ』と『グーフィーのマイホームパパ』では、ジューン・フォーレイが担当し、1961年公開の短編映画『グーフィーの水上スキー』では、ケビン・コーコランが担当した。
1992年のテレビシリーズ『パパはグーフィー』では、マックスの声をダナ・ヒルが担当した。ヒルは『グーフィーとマックス／ホリデーは最高!!』を除くコマーシャル、ディズニープロジェクト、プロモーション、ディズニーパークのアトラクションなど、様々なメディアで引き続きマックスの声を担当したが、1996年に亡くなるまでその役を続けた。
1995年の映画『グーフィーとマックス／ホリデーは最高!!』では、マックスはティーンエイジャーとして描かれ、ジェイソン・マースデンが声を担当した。マーズデンにとって、この作品は18歳で関わった初めてのアニメ映画となった。その後、彼は『史上最強のグーフィー・ムービー／Ｘゲームで大パニック！』、『ハウス・オブ・マウス』、『ポップアップ ミッキー/すてきなクリスマス』をはじめとするディズニー作品でマックスの声を担当し続けている。
『ミッキーのクリスマスの贈りもの』では、幼いマックスの声をショーン・フレミングが担当した。

### 日本語吹替版
1992年の『パパはグーフィー』では坂本千夏がマックスの声を担当し、それ以降の作品では山口勝平が声を担当している。『ミッキーのクリスマスの贈りもの』のエピソード「とってもグーフィーなクリスマス」では、幼いマックスの声を常盤祐貴が担当した。